# Dzong de Punakha
Le dzong de Punakha, aussi appelé Pungthang Dewa chhenbi Phodrang (ce qui signifie « le palais du grand bonheur ou de la félicité »), est un dzong du Bhoutan situé dans la ville de Punakha. C'est le centre administratif du district de Punakha.
Construit entre 1637 et 1638 par Ngawang Namgyal, le 1er Zhabdrung Rinpoché, c'est le deuxième plus ancien et le deuxième plus grand dzong du Bhoutan et l'un de ses bâtiments les plus majestueux.
Le dzong abrite les reliques sacrées de la lignée Drukpa du sud de l'école Kagyüpa du bouddhisme tibétain, notamment le Rangjung Kharsapani et les restes sacrés de Ngawang Namgyal et du tertön Péma Lingpa.
Le Dzong de Punakha était le centre administratif et le siège du gouvernement du Bhoutan jusqu'en 1955, date à laquelle la capitale a été transférée à Thimphou. Il est noté sur la liste des sites bhoutanais pouvant être répertorié par l’Unesco
,,,,.

## Géographie

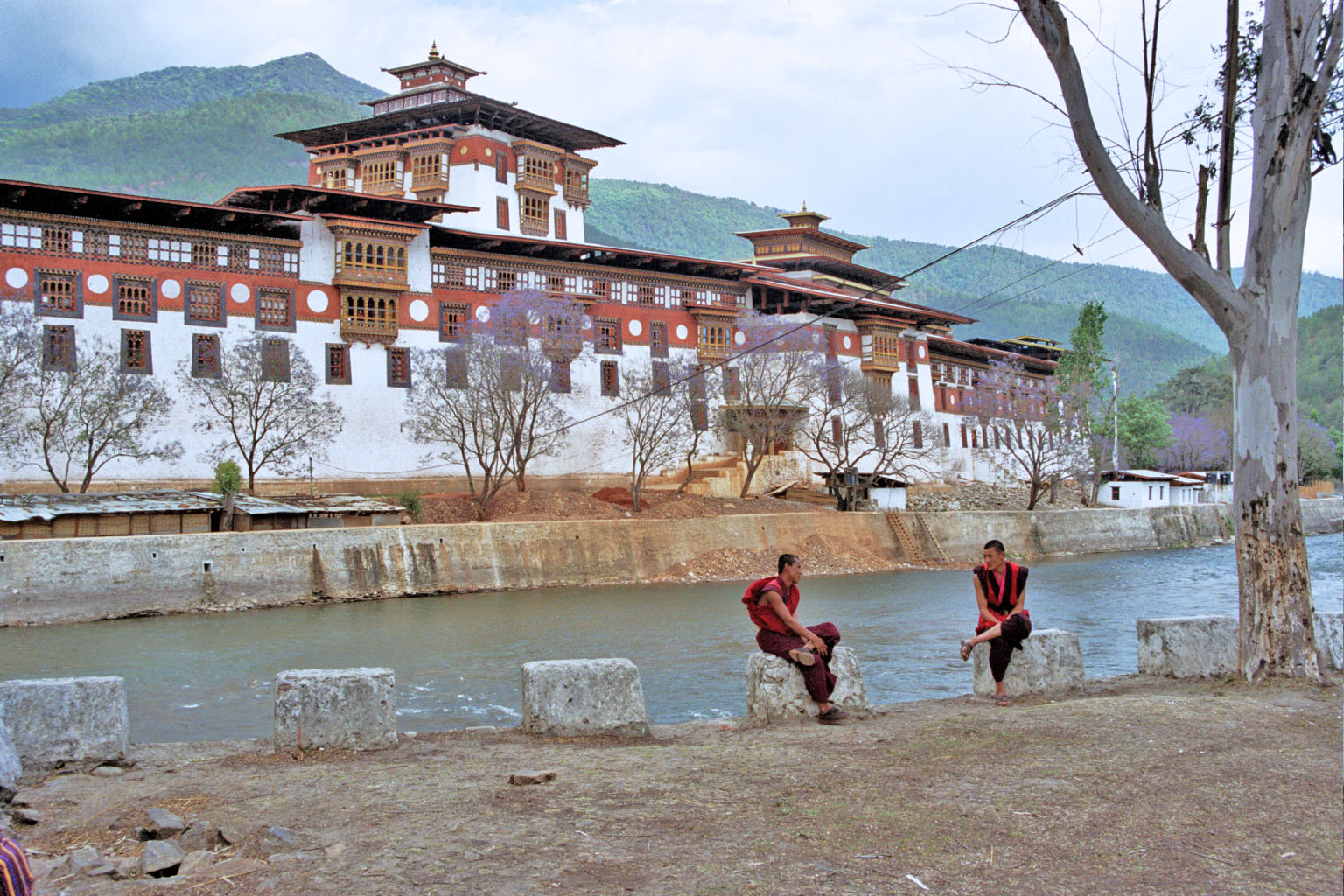
La Mo Chhu passant devant le dzong.

Le dzong est situé dans la vallée de Punakha, entre les rivières Pho Chhu (Masculin) et Mo Chhu (Féminin). La source de la rivière Mo Chhu se trouve dans les collines du nord de Lighsi et Laya entre le Bhoutan et le Tibet. La rivière Po Chu est alimentée par les glaciers de la région de Lunana dans la vallée de Punakha. Après la confluence de ces deux rivières, la rivière principale est appelée Puna Tsang chu ou rivière Sankosh. Elle traverse la ville de Wangdiphodrang, traverse la frontière entre le Bhoutan et l'Inde à Kalikhola et rejoint finalement le fleuve Brahmapoutre.
Du fait de son climat privilégié, la ville de Punakha était la capitale hivernale du Bhoutan. Le chef du clergé bhoutanais et son entourage de moines continuent à passer l'hiver dans ce dzong. Des jacarandas  ont été plantés autour du bâtiment et offrent une magnifique floraison mauve au printemps.
Comme le dzong de Punakha n'est situé qu'à 1 200 mètres d'altitude, on n'y souffre pas du manque d'oxygène, comme par exemple au temple de Taktshang (le nid du tigre). C'est un bon point de départ pour les randonneurs qui ne sont pas habitués à l'altitude. Punakha est également l'endroit où se trouve le deuxième plus long pont suspendu du pays.

## Histoire

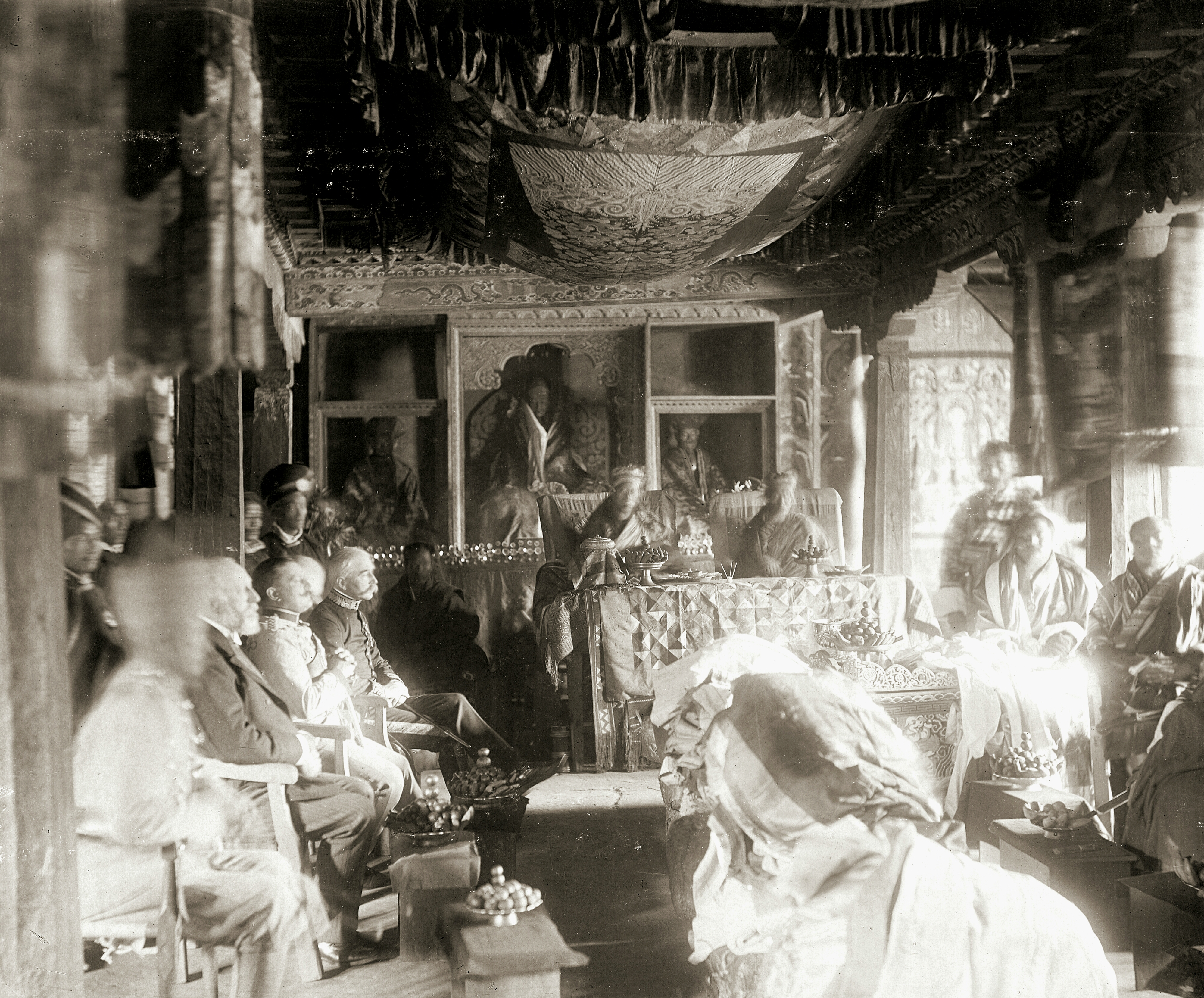
Le roi Ugyen Wangchuck, recevant l'insigne de chevalier commandeur de l'ordre de l'Empire britannique au dzong de Punakha.

La légende raconte que l'architecte du lieu, Zowe Palep, a eu une vision dans un rêve après que le Zhabdrung lui a ordonné de dormir sous une petite structure appelée Dzong Chug (Le petit dzong). Dans son rêve il a vu le palais qui convenait pour Guru Rinpoché. Cette vision s'est gravée dans son esprit et il a pu faire construire le bâtiment sans en faire les plans. La construction du dzong s'est faite à l'emplacement du Dzong Chug. Elle a commencé en 1637 et a été achevée en 1638. Au cours de cette période, Ngawang Namgyal est devenu le premier dirigeant d'un Bhoutan pour la première fois unifié.
Le dzong a été consacré sous le nom de Pungthang Dechen Phodrang. En 1639, une chapelle commémorative a été érigée pour abriter les armes saisies aux Tibétains vaincus par les Bhoutanais sur ce lieu. Le Zhabdrung a également créé un ordre monastique comptant 600 moines (venus de Cheri Gompa, dans la haute vallée de Thimphou). Il a vécu ici jusqu'à sa mort.
La flèche située au sommet de l'utse (la tour principale du dzong) a été ajoutée en 1676 par l'abbé du dzong, Gyaltsen Tenzin Rabgye. D'autres ajouts ont été effectués entre 1744 et 1763 à l'époque où Sherab Wangchuk était le souverain du pays. Un grand thangka appelé chenma (grand) thoundral du Zhabdrung a été offert au Dzong par le Desi (souverain). Ce thangka est exposé lors du tshechu organisé ici une fois par an. Le 7e Dalaï-lama a fait don du toit en laiton du bâtiment.
La dynastie Wangchuck règne actuellement sur le pays ; cette monarchie a vu le jour en 1907. La même année, le dzong de Punakha a été le lieu du couronnement d'Ugyen Wangchuck qui est devenu le premier Druk Gyalpo. A cette époque, Punakha était la capitale du Bhoutan. Trois ans plus tard, un traité a été signé à Punakha dans lequel les Britanniques acceptaient de ne pas s'immiscer dans les affaires intérieures du Bhoutan en échange de quoi, le Bhoutan autorisait la Grande-Bretagne à diriger les affaires étrangères du pays.
Entre 1744 et 1763, sous le règne du 13e Druk Desi, le dzong a été considérablement agrandi. A cette époque, Sherab Wangchuk était l'abbé en chef du Bhoutan. Plusieurs incendies ont eu lieu entre 1750 et 1849 et ont causé des dégâts au bâtiment. Lors du tremblement de terre de 1897, le dzong a été gravement endommagé et a encore subit des incendies. En 1986, le dzong a de nouveau subit les dommages d'un incendie.

### Mariage royal
Le 13 octobre 2011, le mariage du Druk Gyalpo, Jigme Khesar Namgyel Wangchuck, et de sa fiancée, Jetsun Pema, a été célébré au Dzong de Punakha.

## Architecture

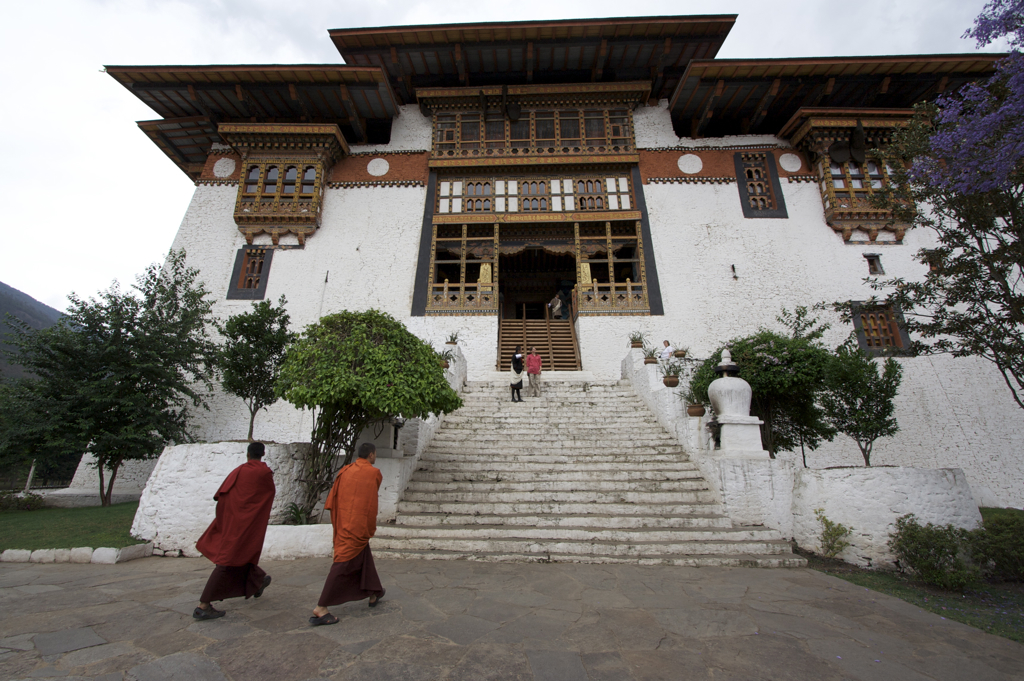
Entrée principale.

Le dzong est affilié à la lignée Drukpa et s’inscrit dans la tradition Kagyüpa du bouddhisme Bhoutanais. Construit à l’initiative de Ngawang Namgyal, c’est le deuxième dzong le plus ancien du Bhoutan et un des plus majestueux. Il se présente comme un bâtiment  de six étages avec une tour centrale ou utse. Le lieu où il est construit se situe à une altitude de 1 200 m et les montagnes environnantes forment un arrière-plan majestueux. Pour le construire on a utilisé la terre compactée, les pierres et le bois pour les portes et les fenêtres,,,.
Le dzong est censé figurer « l'incarnation des valeurs bouddhistes ». C’est l'un des 16 dzongs que le Zhabdrung a construit au cours de son règne entre 1594 et 1651. Le bâtiment mesure 180 m de long et 72 m de large, il est doté de trois cours appelées docheys. Les fortifications défensives intégrées dans le dzong servent à le protéger des attaques ennemies. Elles se composent d'un escalier-levis en bois et d'une lourde porte également en bois que l’on ferme la nuit. Une grande salle de prière a été ajoutée en 1986 après que le dzong ait été endommagé par un incendie.

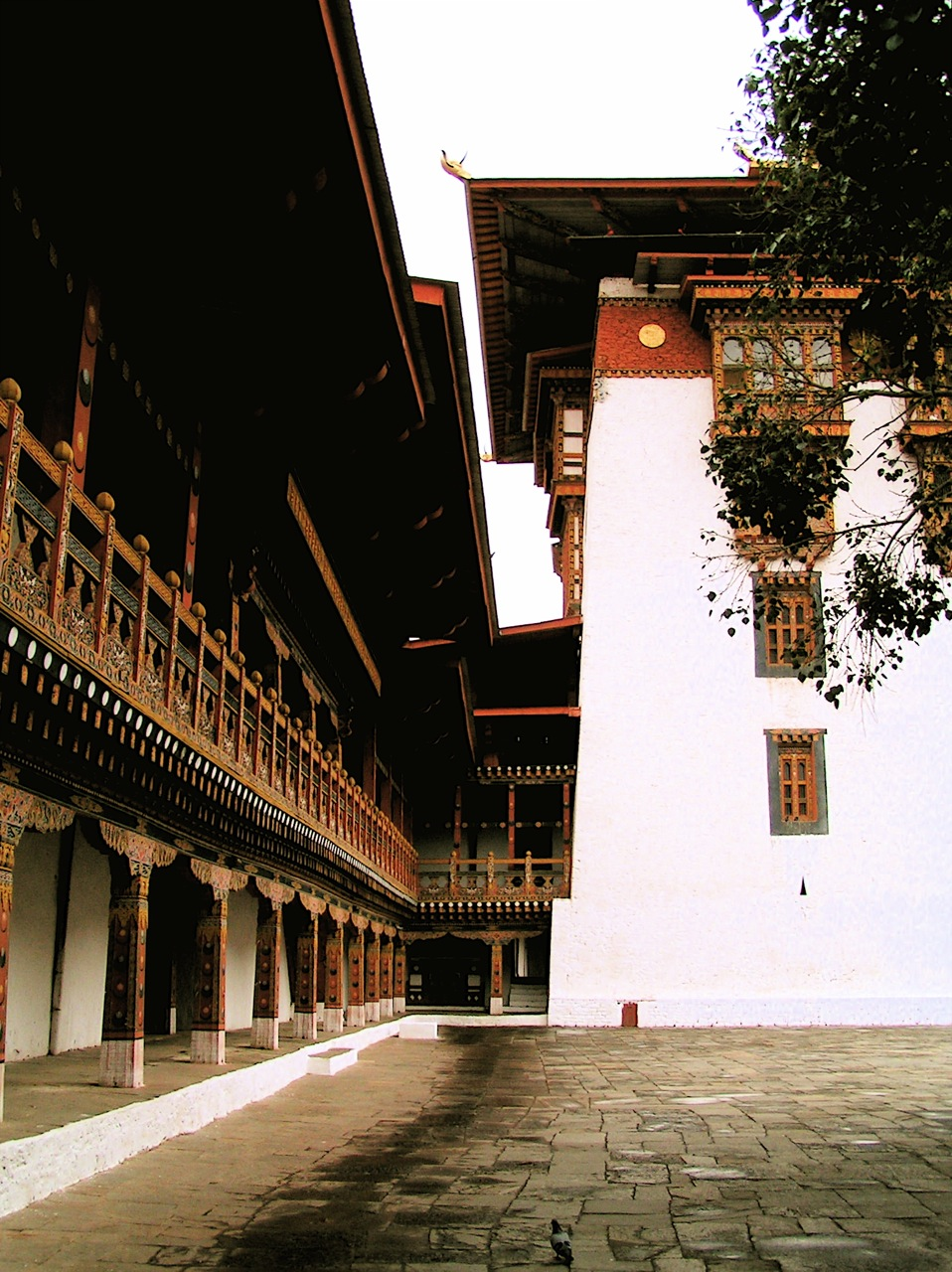
Une cour intérieure du bâtiment.

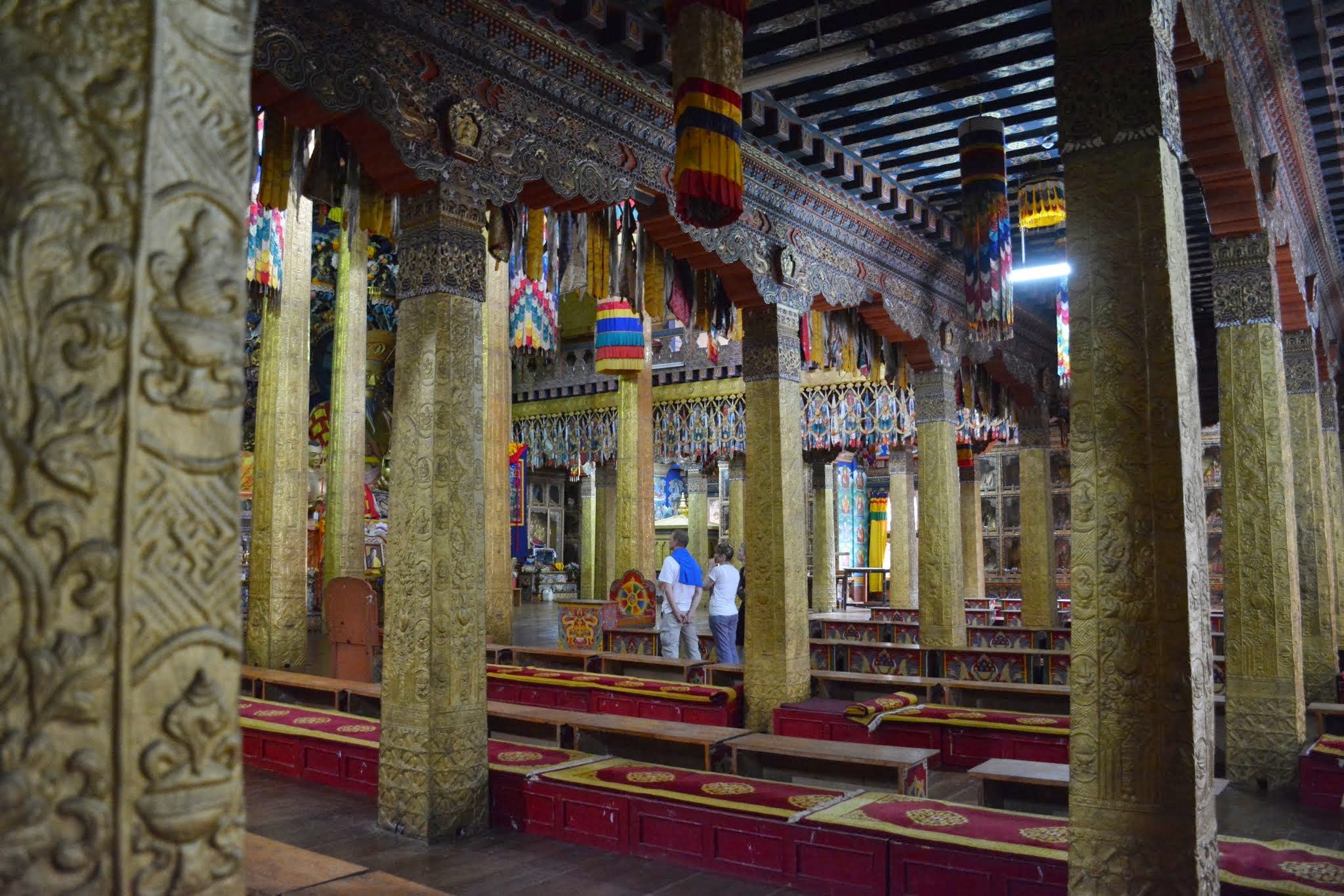
Vue intérieure du dzong.

Dans la première cour on trouve les services administratifs du dzong, un très grand stupa blanchi à la chaux et un figuier des pagodes. A l'extrême gauche, on y voit également un monticule de pierres ainsi qu’une chapelle dédiée à la reine des nāgas . Les quartiers résidentiels des moines sont situés dans la deuxième cour, l'utse marque la transition entre la première et la deuxième cour. On trouve deux salles historiques dans cette cour : la salle d'Ugyen Wangchuck, qui plus tard est devenu roi et une autre salle d’honneur où le roi an été décoré en 1905 commadndeur de l'Ordre de l'Empire indien par John Claude White. La troisième cour se trouve à l'extrémité sud du dzong. Les restes de Pema Lingpa et de Ngawang Namgyal y sont conservés. Dans cette troisième cour le Machey Lakhang, construit en 1995, (« machey » signifie littéralement « corps sacré embaumé » ) abrite le cops embaumé et bien conservé de Zhabdrung. Le tombeau contenant le corps embaumé n’est pas ouvert. Cependant, le lieu est visité par le roi et le Je Khenpo principalement pour recevoir une bénédiction avant de prendre leurs fonctions.
Les crues soudaines issues du débordement des lacs glaciaires  sont fréquentes dans les vallées des rivières Mo Chu et Pho Chu. En 1957, 1960 et 1994, elles ont provoqué de graves inondations et gravement endommagé le dzong. En 1996, des crues soudaines de la rivière Pho Chu ont endommagé le grand stupa et causé plusieurs morts. Les incendies et les tremblements de terre sont aussi une menace récurrente pour le monument,,,,.

### Rénovations

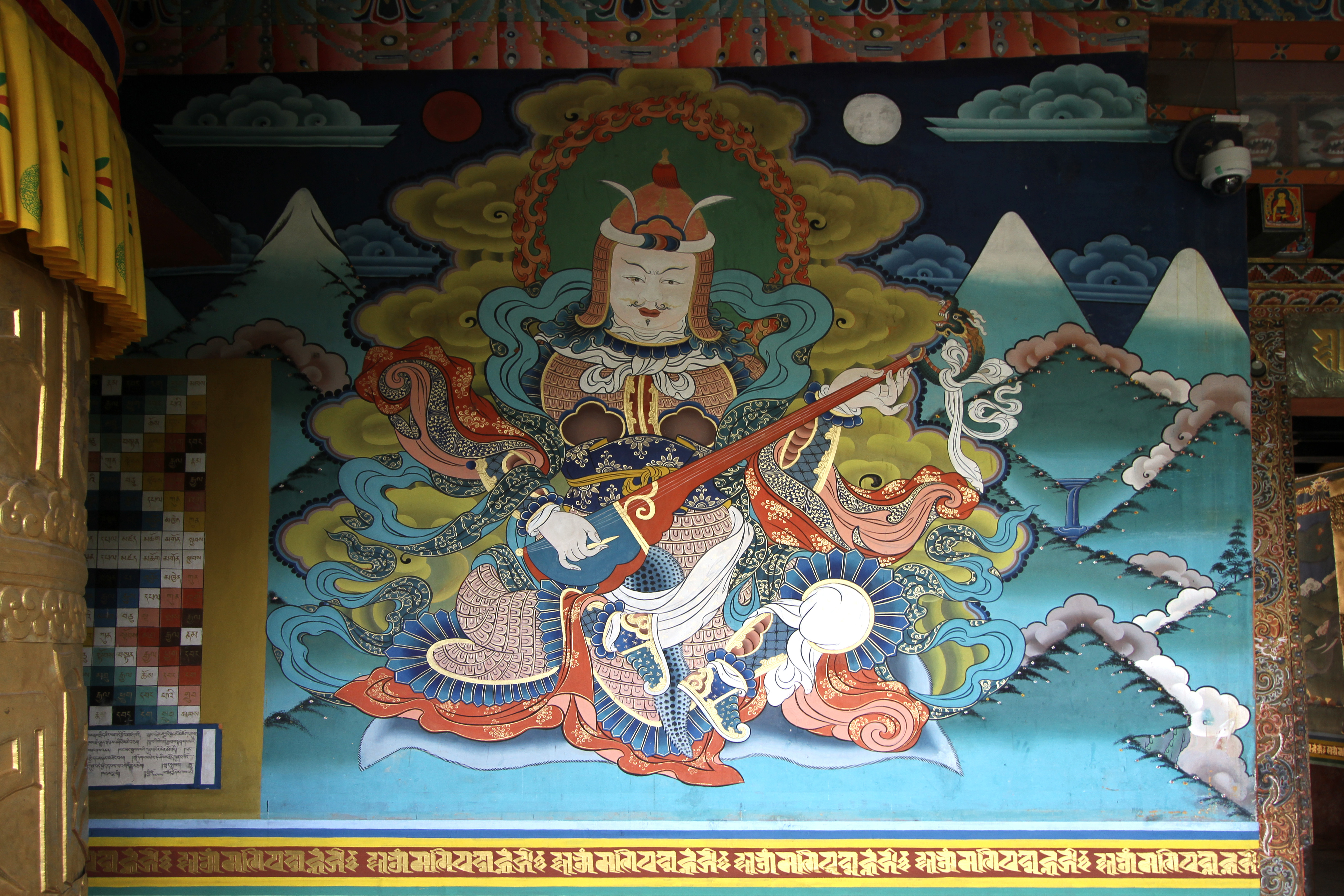
Peinture murale dans la forteresse.

Le dzong a bénéficié d’une importante restauration qui a été effectuée dans la tradition du zorig chusum. Il s’agit d’une école qui s’emploie à suivre scrupuleusement les règles traditionnelles de l’artisanat de la sculpture sur bois, de la maçonnerie, du travail du métal, de la peinture et d’autres disciplines artistiques. Le Dzong est désormais doté de plusieurs nouveaux Lhakhangs et de plus de 200 nouvelles images. Une cérémonie de consécration appelée « cérémonie Rabney » a été effectuée par le Je Khenpo et les moines du Dratshang (corps central des moines) du 13 au 15 mai 2004, jours correspondant au 12e au 14e jour du troisième mois bhoutanais. Les travaux de restauration ont été en grande partie financés par le gouvernement indien et le Dzong a pu ainsi retrouver sa gloire passée. Depuis lors, des images, des statues et des thangkas remarquables sont exposées dans le Dzong. Il s'agit notamment de peintures murales représentant l'histoire de la vie de Bouddha réalisées pendant le règne du deuxième Druk Desi. De grandes statues dorées de Bouddha, de Guru Rinpoché et de Zhabdrung datant du milieu du XVIIIe siècle, ainsi que des panneaux dorés sur des piliers y sont également présentés,.

### Pont d'accès
Le pont en bois de Punakha de type cantilever  traverse la rivière Mo Chhu en face du temple. Il a été construit au XVIIe siècle en même temps que le Dzong. Ce pont a été emporté par une crue en 1957. En 2006 ont a entrepris la construction  d'un nouveau pont en bois de style traditionnel, d'une portée de 55 m. Il a été achevé en 2008 et a été salué comme la célébration des « 100 ans de la monarchie de Wangchuck et du couronnement du roi Jigme Khesar Namgyel Wangchuck dans le Punakha Dzong ». Le Dzong reste le lieu du couronnement de tous les rois du Bhoutan. Un mémorial honorant les 23 personnes décédées dans le dzong lors des inondations glaciaires de 1994 a été érigé juste à l'extérieur du dzong,,.

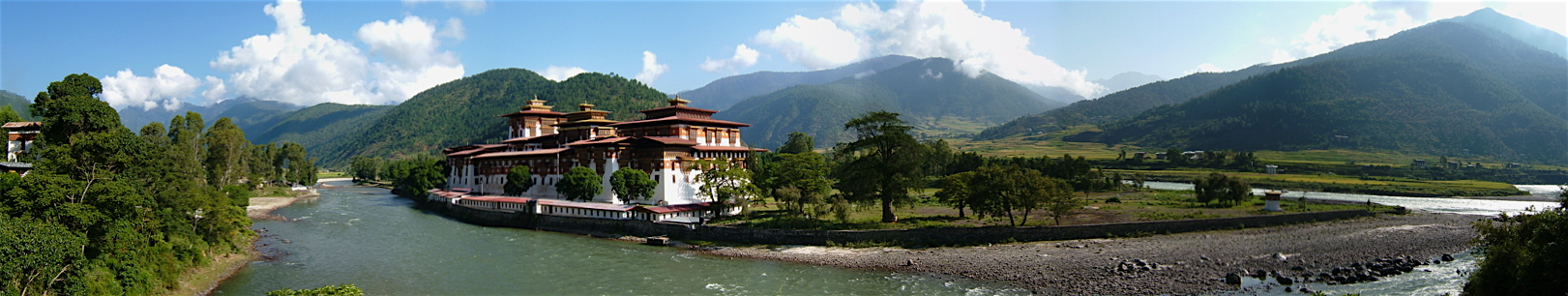
Vue panoramique sur le dzong de Punakha, à la confluence du Pho Chu et de la Mo Chu.

## Festivals

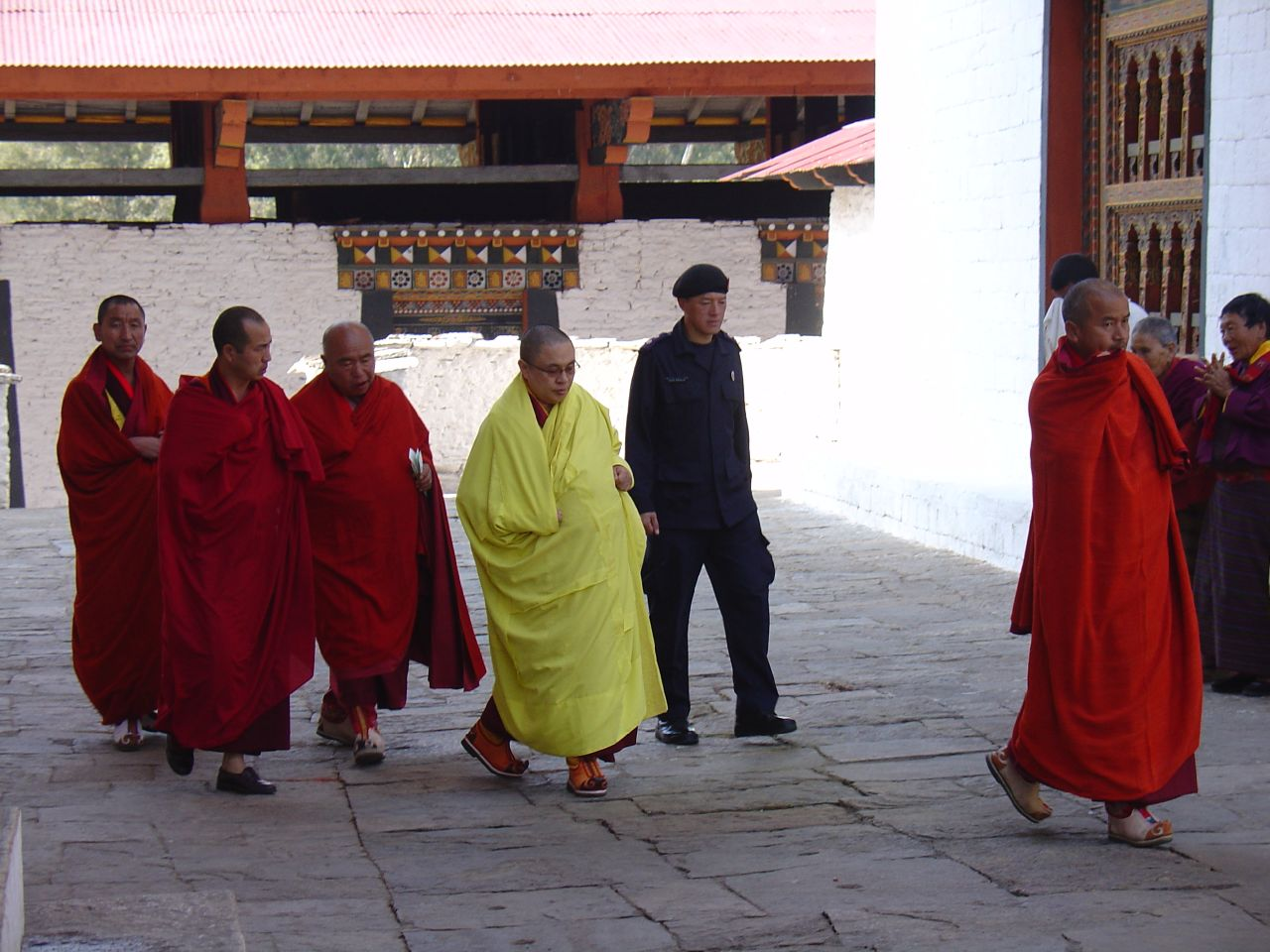
Le Chef spirituel du Bhoutan se rendant au festival de Punakha.

Le festival annuel organisé au Dzong est appelé « Domche » ou « festival de Punakha ». Une grande partie des habitants des villages et lieux éloignés du district y participent. Au cours du festival, on expose l'image ranghung d'Avalokiteśvara, dont on dit qu’elle s’est spontanément générée. Elle est enchâssée dans l' utse du dzong et a été apportée par les Zhabdrung du Tibet. Le festival dur cinq jours entre février et mars, d’importantes expositions y sont organisées. On y voit une reconstitution de l'invasion du Bhoutan par le Tibet en 1639 qui s’est soldée par la défaite des Tibétains. Dans cette représentation théâtrale conçue par le Zhabdrung, on assiste à une simulation dramatique du lancement d'une relique dans la rivière Mo chu.
Le dernier jour du festival est marqué par l'exposition d'une image de Zhabdrung suivie d'un spectacle de danse dans la cour principale avec 136 danseurs habillés en guerriers. À la fin du spectacle, les danseurs descendent devant l'entrée principale du dzong et expriment leur réjouissance en sifflant et en criant. Les moines dirigés par le Je Khenpo du Dzong défilent ensuite jusqu'à la rive de la rivière Mo Chu accompagnés de nombreuses fanfares. Je Khenpo jette ensuite des oranges dans la rivière pour marquer le Rangjung Kharsapani, ce qui est considéré comme une offrande aux nāgas résidant sous le lit de la rivière. Après ce geste, les danses traditionnelles de masques sont exécutées dans l’enceinte du Dzong pour commémorer la construction du bâtiment.
Un autre rituel appelé « Lhenkey Dungchhur » est observé chaque année au dzong. Il est destiné au culte des âmes disparues.